# Buddy Lester
Pour les articles homonymes, voir Lester.
Buddy Lester est un acteur de cinéma américain né le 16 janvier 1915 à Chicago mort le 4 octobre 2002 à Van Nuys.

## Biographie
Il débute enfant dans les théâtres de Chicago avec son frère ainé. Il sert dans la US Navy pendant la Seconde guerre mondiale. Il poursuit dès la fin des années 1940 et dans les années 1950 une carrière au théâtre, à la radio et au music-hall. Il tourne son premier film en 1959 dans the Gene Krupa story. Il devient un des acteurs fétiches des films de Jerry Lewis (septs films entre 1961 et 1983). Il apparait dans deux séries télévisées policières créées par Jack Webb Dragnet (quatre épisodes, 1967-1969) et Adam-12 (deux épisodes, 1972-1974).
Il meurt en octobre 2002 des suites d'une longue maladie.

## Filmographie
| Year | Title                        | Role                    |
| ---- | ---------------------------- | ----------------------- |
| 1959 | The Gene Krupa Story         | lui-même                |
| 1960 | Ocean's 11                   | Vince Massler           |
| 1961 | Le Tombeur de ces dames      | Willard C. Gainsborough |
| 1962 | Les Trois Sergents           | Willie Sharpknife       |
| 1963 | Docteur Jerry et Mister Love | Bartender               |
| 1964 | Jerry souffre-douleur        | Copa café MC            |
| 1966 | Trois sur un sofa            | The drunk               |
| 1967 | Jerry la grande gueule       | Studs                   |
| 1968 | La Party                     | Davey kane              |
| 1975 | The Man from Clover Grove    | Ched Fields             |
| 1980 | Au boulot, Jerry             | Claude Reed             |
| 1982 | Fake-Out                     | Le joueur de Blackjack  |
| 1983 | T'es fou, Jerry              | Passager                |